# Yashaw Adem
Yashaw Adem (zm. 5 grudnia 2014) – turecki aktor filmowy

## Filmografia
- 1975: Powrót Różowej Pantery jako przewodnik po muzeum
- 1977: Szpieg, który mnie kochał jako członek załogi Stromberga
- 1978: Midnight Express jako szef policji na lotnisku
- 1978: Złodziej z Bagdadu jako mężczyzna z wężem
- 1981: Sfinks (Sphinx) jako sierżant
- 1983: Twierdza jako Carlos
- 1985: Dempsey i Makepeace na tropie (Dempsey and Makepeace) jako Yassouf Kerim